# Zázrivka (potok)
Zázrivka je potok na dolní Oravě, v západní části okresu Dolný Kubín. Je to významný pravostranný přítok Oravy s délkou 21,5 km a je tokem IV. řádu.

## Pramen
Potok pramení v Oravské Maguře na jihozápadním svahu Príslopce (1 258,0 m n. m.) v nadmořské výšce přibližně 1 130 m n. m.

## Směr toku
Od pramene teče nejprve na západ, pak se obloukem stáčí a na horním toku teče jihozápadním směrem (po obec Zázrivá). V obci se stáčí a dále pokračuje severojižním směrem, přičemž se několikrát esovitě vlní. Za rekreační osadou Lučivná už teče k ústí jihovýchodním směrem, u obce Párnica se zleva odděluje vedlejší rameno a potok teče na krátkém úseku na jih.

## Přítoky
- pravostranné: přítok z jižního svahu Paráče (1 324,8 m n. m.), Havranský potok, přítok zpod Hole, přítok z východního svahu Okrúhlice (1 165,1 m n. m.), přítok z osady Končitá, Čierťaž, Ráztoky, Petrovský potok, Biela, přítok z východního svahu Ostrého (1 166,9 m n. m.), přítok ze severovýchodního svahu Osnice (1 362,8 m n. m.), přítoky z dolin Veľká Lučivná a Malá Lučivná, přítok z oblasti Lazů
- levostranné: Minčolský potok, Kozinský potok, Plešivský potok, přítok ze severozápadního svahu Čremoše, Čremoš, dva přítoky pramenící západně od kóty 1 186,2 m, přítoky z dolin Sokol a Sokolec

## Ústí
Zázrivka se vlévá do Oravy u obce Párnica v nadmořské výšce 445,3 m n. m.